# 프론트 페이스 통합 모듈
프론트 페이스 통합 모듈은 기존 내연차에 있는 차량 전면부 그릴 형태를 유지하면서 공기 저항을 최소화하고, 디자인을 다양하게 설계할 수 있는 전기차 관련 기술이다.

## 상세
현대모비스가 프론트 페이스 통합 모듈을 개발했다. 가장 큰 특징으로 그릴과 후드 등의 일부가 자동으로 열고 닫히는 시스템을 적용해 고속 주행 시 공기 저항을 줄이고, 전비를 개선했다. 외부 공기를 유입시키고 열 교환을 거친 공기 배출을 유도하는 시스템으로 배터리 냉각 효율을 높이면서 공기 흐름을 제어한다. 이 융복합 공력 시스템만으로 전기차의 주행거리가 약 20㎞ 늘어나게 된다.
기존 그릴 형태를 유지하면서도 공력 성능을 개선하도록 차별화했으며, LED 라이팅 등의 디자인 요소를 융합했다. 주행 시에만 돌출되어 작동하는 라이다, 충전 시작 단계에서 충전기를 꽂기만 하면 충전 완료 후 자동으로 충전기를 회수해주는 반자동 충전 시스템 등이 적용됐다.

## 같이 보기
전기차
현대모비스
현대자동차그룹